# Stazione di Survilliers - Fosses
La stazione di Survilliers - Fosses (in francese Gare de Survilliers - Fosses) è una stazione ferroviaria situata nel comune di Fosses, nel dipartimento della Val-d'Oise. Serve anche la limitrofa cittadina di Survilliers.

## Storia
La stazione fu inaugurata il 10 maggio 1859 dalla Compagnie des chemins de fer du Nord con l'apertura del segmento della Parigi-Lilla compreso tra Saint-Denis e Creil. La stazione si trova nel territorio del comune di Fosses, ma il nome del comune di Survilliers è menzionato per primo nel nome della stazione poiché all'apertura della linea il villaggio di Fosses era molto lontano dalla stazione e si è avvicinato ad essa solo con la costruzione di complessi residenziali a partire dagli anni Venti. La stazione era originariamente denominata Survilliers - Luzarches poi, nel 1885, poi fu modificato in Survilliers - Morte-Fontaine fino al 1926, quando assunse il nome attuale.

## Movimenti
La stazione è servita dai treni della Linea RER D.